# Kášán
Kášán (persky کاشان‎) je město v Isfahánské provincii v Íránu. K roku 2016 v něm žilo přes 304 tisíc obyvatel.

## Poloha a doprava
Kášán leží na Íránské vysočině, na severovýchodním okraji pohoří Kuhrud a na jižním konci pouště Dašt-e Kavír. Od Teheránu, hlavního města státu, je vzdálen přibližně 200 kilometrů jižně. Město se rozkládá v první velké oáze na trase z Qomu do Kermánu.
Ve městě je nádraží na železniční trati Qom – Záhedán.

## Dějiny
O dávném osídlení zdejší oázy svědčí archeologické naleziště Tappa-je Sejalk přibližně 3 km jihozápadně od města, kde je nejstarší vrstva zhruba z období 5800–5000 př. n. l. Rovněž zde byly nalezeny protoelamské hliněné tabulky, pečetní válečky a jeden ze čtyř známých elamských zikkuratů.